# إد علي أوعلي (بونعمان)
إد علي أوعلي هو دُوَّار يقع بجماعة بونعمان، إقليم تيزنيت، جهة سوس ماسة في المملكة المغربية. ينتمي الدوّار لمشيخة بونعمان التي تضم 39 دوار. يقدر عدد سكانه بـ 86 نسمة حسب الإحصاء الرسمي للسكان والسكنى لسنة 2004.

## روابط خارجية
- البوابة الوطنية للجماعات الترابية
- المندوبية السامية للتخطيط